# Геснерієві
Геснерієві (Gesneriaceae) — велика родина ряду губоцвітих (Lamiales), від решти яких відрізняється тим, що зав'язь одногніздна, а плаценти постінні (а не центральні). Всього в родині до 3200 видів у 150 родах, що розповсюджені найчастіше в спекотних поясах обох півкуль; небагато представників у помірних країнах; більша частина тра́ви, небагато напівкущів і ще менше дерев. Корені і кореневища різні, то повзучі, то бульбоносні; листки здебільшого супротивні, прості, у небагатьох згруповані на верхівці стеблини. Квіти великі неправильні, двосиметричні, рідко правильні; чашечка повністю або частково зростається із зав'яззю, має 4 або 5 пелюсток; віночок то короткий і розлогий, то довгий, трубчастий, слабо двогубий, досить яскраво і різноманітно забарвлений; тичинок 4 або 2 прирослих до віночка; одногніздна зав'язь (нижня або верхня) дає коробчастий багатонасінний плід, який більш-менш зрісся з чашечкою; насінини малі, із незначним білком або без нього; у небагатьох геснерієвих зав'язь плацентами розділена на 2 неповних гнізда. Завдяки яскравому та різноманітному забарвленню, геснерієві часто використовують в садівництві і оранжерейній культурі.
Родину назвали на честь Конрада Геснера.

## Роди
У складі родини понад 147 родів і понад 3400 видів.
Деякі роди:
- Aeschynanthus Есхінантус (177 видів)
- Алоплектус (Alloplectus, 7 видів)
- Chrysothemis (9 видів)
- Колумнея (Columnea, понад 200 видів)
- Циртандра (Cyrtandra, понад 700 видів)
- Episcia (9 видів)
- Геснерія (Gesneria) (57 видів)
- Глоксинія (Gloxinia) (4 види)
- Rhytidophyllum (24 види)